# Sedum balfourii
Sedum balfourii är en fetbladsväxtart som beskrevs av R.-hamet. Sedum balfourii ingår i Fetknoppssläktet som ingår i familjen fetbladsväxter. Inga underarter finns listade i Catalogue of Life.